# Juan Luis Buñuel
Juan Luis Buñuel (Párizs, 1934. november 9. – Párizs, 2017. december 7.) francia filmrendező, forgatókönyvíró. Luis Buñuel filmrendező fia.

## Filmjei
Rendezőként
- Le potier (1966, dokumentum-rövidfilm)
- Calanda (1967, dokumentum-rövidfilm)
- Au rendez-vous de la mort joyeuse (1973)
- La femme aux bottes rouges (1974)
- Leonor (1975)
- Les héritiers (1978–1981, tv-sorozat, három epizód)
- Fantômas (1980, tv-film)
- Les brus (1981, tv-film)
- De bien étranges affaires (1982, tv-sorozat, egy epizód)
- L'homme de la nuit (1983, tv-film)
- Série noire (1984, tv-sorozat, egy epizód)
- Intrigues (1985, tv-sorozat, egy epizód)
- You'll Never See Me Again (1986, tv-film)
- Tropique du crabe (1986, tv-film)
- La rebelión de los colgados (1986)
- Rózsaszín sorozat (Série rose) (1986, 1990, tv-sorozat, két epizód)
- Guanajuato, una leyenda (1990, dokumentum-rövidfilm)
- Kék vér (Blaues Blut) (1990, tv-film)
- Haute tension (1991, tv-sorozat, egy epizód)
- Örökölt kísértetek (Fantômes en héritage) (1992, tv-film)
- Barrage sur l'Orénoque (1996, tv-film)

Forgatókönyvíróként
- Le potier (1966, dokumentum-rövidfilm)
- Au rendez-vous de la mort joyeuse (1973)
- La femme aux bottes rouges (1974)
- Leonor (1975)
- Rejtélyes történetek (Histoires extraordinaires) (1981, tv-sorozat, egy epizód)
- De bien étranges affaires (1982, tv-sorozat, egy epizód)
- Série noire (1984, tv-sorozat, egy epizód)
- Guanajuato, una leyenda (1990, dokumentum-rövidfilm)
- Haute tension (1991, tv-sorozat, egy epizód)
- Les paradoxes de Buñuel (1997, dokumentumfilm)

Rendezőasszistensként
- El Paóban nő a láz (La fièvre monte à El Pao) (1959)
- A fiatal lány (The Young One) (1960)
- Los pequeños gigantes (1960, dokumentumfilm)
- Viridiana (1961)
- Le cœur battant (1961)
- La dénonciation (1962)
- Gibraltar (1964)
- Egy szobalány naplója (Le journal d'une femme de chambre) (1964)
- Viva Maria (1965)
- A párizsi tolvaj (Le voleur) (1967)
- Harc San Sebastianért (La bataille de San Sebastian) (1968)
- A vágy titokzatos tárgya (Cet obscur objet du désir) (1977)
- Forgalmi dugó (L'ingorgo) (1979)